# Aethelhere
Aethelhere (també escrit Æthelhere o Etelhere) va ser rei de l'Ànglia de l'Est des de la mort de la seva germana en la batalla de Bulcamp fins al 15 de novembre del 655, gairebé un any després. Era membre de la família dels Wuffingas, fill d'Eni i germà d'Anna

## Joventud
Aethelhere va créixer en un entorn de lluites: per una banda l'existència incompatible entre entre el paganisme i un cristianisme creixent, i per altra banda la lluita hegemònica que Mèrcia i Northúmbria volien assumir sobre la resta de regnes anglosaxons, en la qual l'Ànglia de l'Est es va veure arrossegada.
En temps del seu oncle Raedwald el país es va convertir al cristianisme, però vers el 627, durant el regnat d'Eorpwald, fill de Raedwald, es va tornar a imposar el paganisme. Per arribar a quest punt Ricberht va assassinar Eorpwald poc després que aquest es bategés per influència del rei de Northúmbria. El següent governant, Sigeberht, va tornar a establir el cristianisme però va morir durant un atac de Mèrcia. La germana d'Aethelhere va continuar amb la feina de protegir l'Església, però malgrat les aliances que va forjar, també va acabar morta en un enfrontament amb Mèrcia.

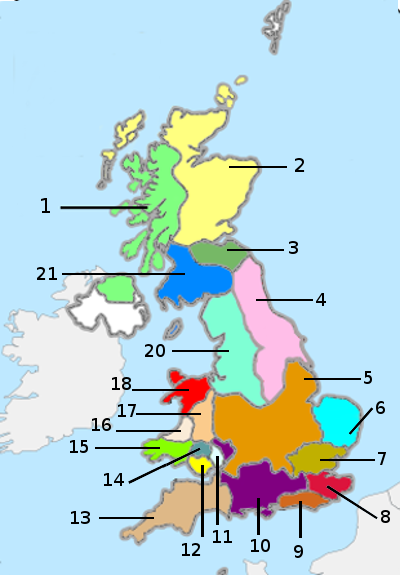
Els regnes contemporanis a l'Ànglia de l'Est:
Dál Riata (1)
Regne dels pictes (2)
Gododdin (3)
Northúmbria (4)
Mèrcia (5)
Ànglia de l'Est (6)
Essex (7)
Sussex (9)
Kent (8)
Wessex (10)
Gwent (11)
Glywysing (12)
Dumnònia (13)
Brycheiniog (14)
Dyfed (15)
Ceredigion (16)
Powys (17)
Gwynedd (18)
Rheged (20)
Strathclyde (21)

| Dál Riata (1) Regne dels pictes (2) Gododdin (3) Northúmbria (4) Mèrcia (5) Ànglia de l'Est (6) Essex (7) Sussex (9) Kent (8) Wessex (10) | Gwent (11) Glywysing (12) Dumnònia (13) Brycheiniog (14) Dyfed (15) Ceredigion (16) Powys (17) Gwynedd (18) Rheged (20) Strathclyde (21) |

## Regnat
El fet que Penda guanyés la batalla de Bulcamp, va fer que Aethelhere assumís el tron com a rei client de Mèrcia. La historiadora Barbara Yorke ha suggerit que Aethelhere i el seu germà Aethelwold podrien haver regant conjuntament, ja que Beda els esmenta a tots dos com a successors d'Anna.
El breu regnat d'Aethelhere, durant el qual Brigilsus va ser bisbe de Dommoc, va presenciar la construcció del monestir de sant Botolph, a Iken. Aquest monestir està entre Rendlesham i Sutton Hoo. Aethelhere potser hi va arranjar el funeral del seu germà, que va ser a Blythburgh.
Durant el 655, Aethelhere es va unir a l'exèrcit de Penda per atacar Northúmbria. Steven Plunkett creu que el motiu d'Aethelhere per canviar de bàndol, que fins ara havia estat amic de Northúmbria, va ser desviar l'atenció de Penda sobre l'Ànglia de l'Est. Penda va efectuar la invasió amb un gran contingent, que incloïa a més d'anglosaxons, britans. Va presentar setge a Oswiu, que estava a Maes Gai, un lloc que probablement queia dins el radi d'influència de Rheged. Oswiu li va oferir un gran tresor —que segons Beda va ser rebutjat i segons la Historia Brittonum va ser acceptat i repartit— però això no va evitar que s'entrés en batalla i que els northumbris acabessin derrotats. Aethelred va morir, però també Penda, per això diu una dita popular que la seva mort va ser venjada i la d'altres reis anteriors de l'Ànglia de l'Est que van morir a causa de les ànsies de poder de Penda.